# Timberland
The Timberland Company è una azienda statunitense di abbigliamento prevalentemente impegnata nella produzione di calzature.
Le scarpe Timberland sono famose per il loro uso nel trekking e nell'abbigliamento casual. Vengono inoltre prodotti sotto il marchio Timberland vestiti, orologi da polso, oggetti di cuoio e di pelle.

## Storia

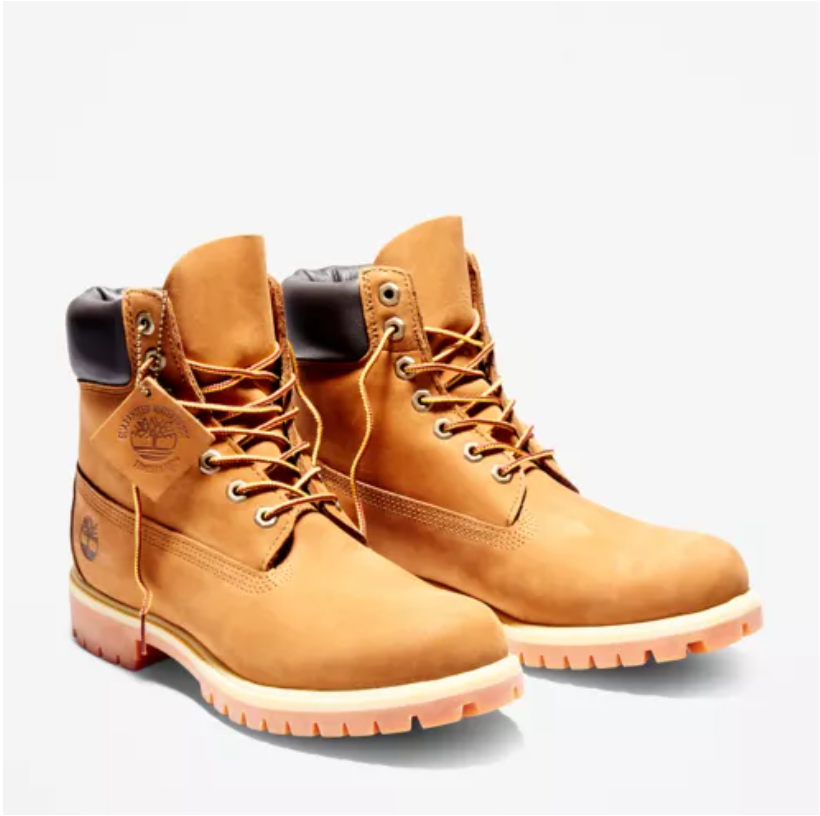
"Yellow Boots", il modello più iconico dell'azienda

- Nel 1918, il fondatore di Timberland, Nathan Swartz figlio di genitori ebrei e padre calzolaio emigrato da Odessa (Ucraina) per via del imminente guerra, inizia la sua carriera di calzolaio a Boston (Massachusetts) come apprendista;[senza fonte][3]
- nel 1952, Swartz acquista metà della Abington Shoe Company di Abington (Massachusetts);
- nel 1955, Swartz acquista la parte restante della compagnia e vi colloca anche i suoi figli;
- nel 1965, la famiglia Swartz introduce la allora innovativa tecnologia di stampaggio ad iniezione nell'industria calzaturiera. Questo processo permette di fondere la suola al resto della scarpa, creando così una calzatura impermeabile;
- nel 1973, viene creato il marchio Timberland per identificare le scarpe impermeabili in cuoio prodotte dalla compagnia. Nel 1976 viene lanciata la prima importante campagna pubblicitaria;
- nel 1978, dopo il grande successo delle scarpe Timberland, la compagnia cambiò il suo nome in The Timberland Company;
- nel 1979, inizia la produzione di altre tipologie di calzature;
- nel 1980, inizia ad esportare i suoi prodotti a partire dall'Italia e successivamente nel resto del mondo, grazie al movimento giovanile milanese dei Paninari che indossarono e lanciarono il marchio Timberland, fino ad allora sconosciuto (I Paninari fecero la fortuna anche di altri marchi scelti dai giovani del movimento e divennero involontariamente gli inventori, a livello internazionale, della moda giovanile commerciale anni 80, la stessa che i ragazzi di oggi preferiscono);[senza fonte]
- nel 1986 Sidney Swartz, figlio del fondatore Nathan, diviene proprietario unico della compagnia. Nel 1987 viene lanciata la prima campagna pubblicitaria in televisione;
- nel 1988 inizia la produzione e commercializzazione di vestiario ed accessori;
- nel 1990 Timberland apre il primo store in Europa, a Londra;
- nel 1991 viene introdotto un particolare tipo di pelle nella catena produttiva di Timberland; gli scarponi Timberland vengono forniti in dotazione ai militari del Special air service britannico durante la Guerra del Golfo;
- nel 1996 inizia la commercializzazione di calzature ed accessori per bambini, ampliando contemporaneamente la gamma di prodotti offerti anche alle altre fasce di clientela;
- nel 1998 Jeffrey Swartz diviene presidente e CEO della compagnia;
- nel 1999 Timberland è eletta fra le 100 best companies to Work For da Fortune;
- nel 2000 Timberland ottiene il Corporate Leadership Award del Kennedy Institute;
- nel 2001 firma una partnership con NASCAR;
- nel 2002 Timberland viene citata da Forbes nella sua classifica Platinum 400 - The Best Big;
- nel 2003 Fortune inserisce Timberland al quinto posto fra le Most Admired Companies;
- nel 2006, la compagnia acquista Howies, produttrice di abbigliamento ecologico ed eticamente corretto[4];
- nel 2007, Timberland acquista Ipath, produttrice di abbigliamento ed accessori per lo skateboard[5];
- nel 2011, Timberland sigla un accordo di fusione totale con la VF Corporation per 43 dollari per azione o approssimativamente per 2 miliardi[6].